# White Roses
White Roses é um filme mudo norte-americano de 1910, do gênero drama, dirigido por Frank Powell e D. W. Griffith. O filme foi estrelado por Mary Pickford.